# Gömörszőlős
Gömörszőlős es un pueblo húngaro perteneciente al distrito de Putnok, condado de Borsod-Abaúj-Zemplén.

## Superficie
Cuenta con una superficie de 8,77 km².

## Demografía
Hasta 2024 la población era de 71 habitantes, con una densidad de población de 8,09 hab/km².
| Gráfica de evolución demográfica de Gömörszőlős entre 2020 y 2024 |
|                                                                   |
| Datos según la Oficina Central de Estadística de Hungría.         |